# Mirande
Mirande (occitanska: Miranda) är en kommun i departementet Gers i regionen Occitanien i sydvästra Frankrike. Kommunen ligger i kantonen Mirande som tillhör arrondissementet Mirande. År 2022 hade Mirande 3 442 invånare.

## Befolkningsutveckling
Antalet invånare i kommunen Mirande
Referens:INSEE